# Tervel bolgár kán
Tervel (bolgárul: Тервел), (VIII. század) más néven Tarvel, Terval, vagy néhány bizánci forrás szerint Terbelis a VIII. század kezdetekor a bolgárok uralkodója volt. 705-ben megkapta a császár címet, ami precedens értékű a történelemben. Nagyapjához, Kuvrat kánhoz hasonlóan ő is keresztény lehetett. Miután a bolgár hadsereg Konstantinápoly ostrománál legyőzte az arabokat, Tervelt kortársai Európa megmentőjének nevezték.
A Bolgár kánok nevei című kézirat szerint Tervel a Dulo-klánhoz tartozott, s 21 évig uralkodott. A Moszkov által felállított kronológia szerint Tervel 695–715 között uralkodhatott. Más kronológiák uralkodásának időtartamát 701–718 vagy 700–721 közé teszik, de ezeket nem lehet az Imennik állításaival alátámasztani. A korabeli források és a későbbi hagyományok alapján Tervel Aszparuh fia és örököse volt. Apja talán a kazárok elleni harcokban vesztette életét.

## II. Jusztinianosz szövetségese

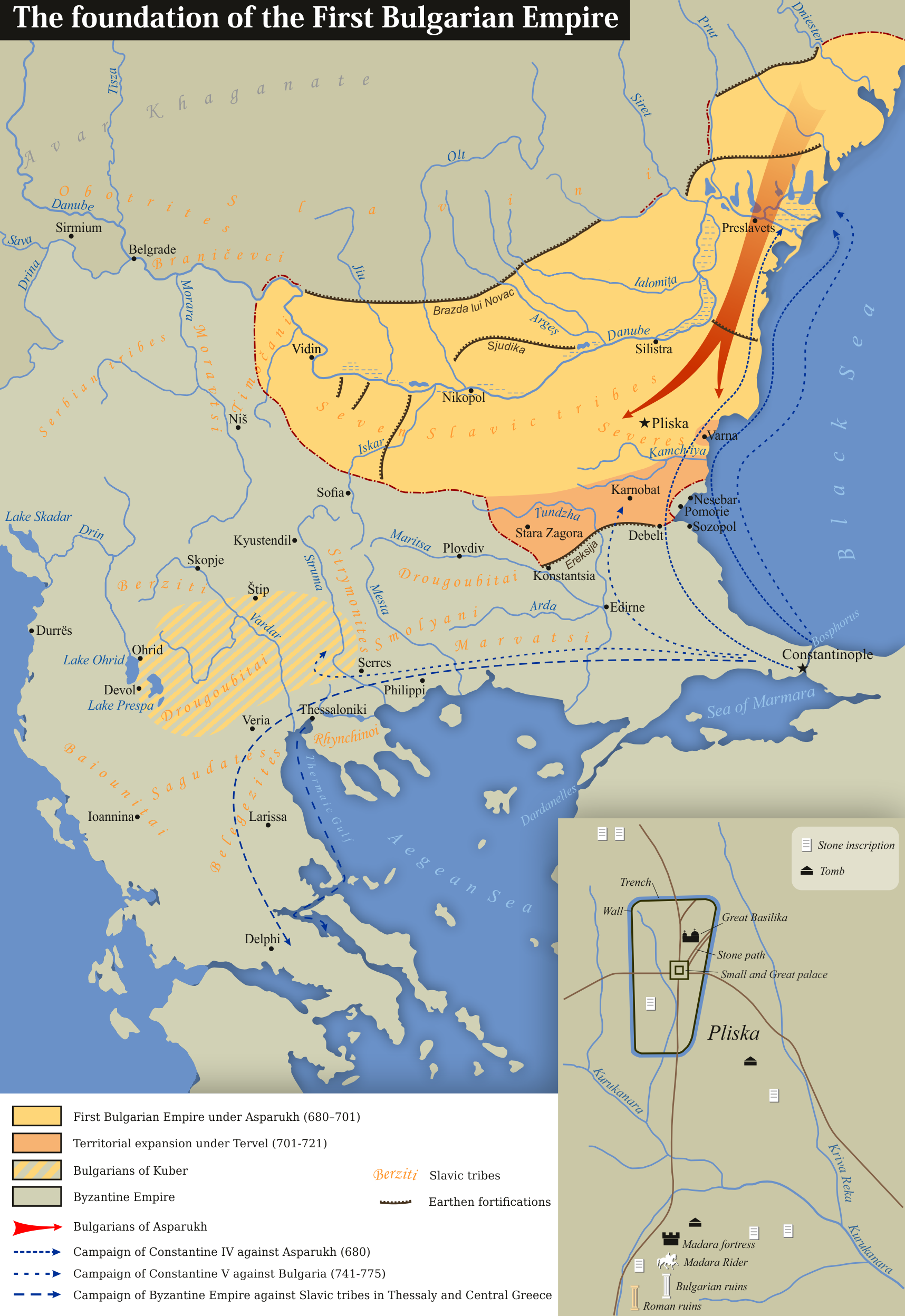
Bulgária Tervel uralkodásának idején. A 705-ös területi terjeszkedés is látható a térképen.

Tervelt először 704-ben említik bizánci források, mikor a leváltott és száműzetésbe küldött II. Jusztinianosz császárral találkozik. Barátságért, ajándékokért és lányának kezéért megígérte neki, hogy segít neki ismét trónra kerülni. Terveltől kapott 15 000 lovassal Jusztinianosz rögtön megtámadta Konstantinápolyt, és 705-ben elfoglalta. A trónját visszanyert császár elűzte a helyébe lépő Leontioszt és III. Tiberioszt, s számos, őt támogató embert. Jusztinianosz számos ajándékot adott Tervelnek, s kitüntette a kaisar (császár) címmel, s ezzel ő lett a második császár, s az első külföldi, aki a Bizánci Birodalomban viselheti ezt a címet. Ezen felül megkapta Trákia északkeleti részét, a Zagora nevű tartományt. Nem lehet tudni, hogy a megállapodásnak megfelelően Anasztázia, Jusztinianosz lánya végül is tényleg a megállapodásban foglaltaknak megfelelően férjhez ment-e Tervelhez.
Azonban három évvel később, miután Jusztinianosz megerősítette helyzetét a trónon, megszegte a megállapodást, s katonai egységeket küldött, hogy visszaszerezze az elcsatolt területeket, de Tervel kán az ankhialoszi csatában (a mai Pomorje környékén) 708-ban megfutamította a csapatokat. Miután 711-ben Kis-Ázsiában hatalmas zendülés tört ki Jusztinianosz ellen, a császár Tervel segítségét kérte, aki egy kisebb, 3.000 fős sereget küldött. A felkelés után Philipikosz lett a császár, aki száműzte elődjét, míg a bolgár sereg hazatért. Tervel hasznot hajtott a felkelésből, s portyázásai során egészen Konstantinápolyig eljutott.
Az Imennik kronológikus információi szerint Tervel 715-ben halhatott meg. Azonban Theophanész gyóntatópap, bizánci krónikás feljegyzései szerint Tervelnek szerepe volt abban, hogy 718-ban vagy 719-ben visszakerüljön a trónra az eltávolított II. Anasztasziosz Amennyiben Tervel ilyen hosszú időt megélt, ő lehetett az a bolgár uralkodó, aki III. Theodosziosszal 716-ban egy új szerződés kötött, melyben megerősítették azt, hogy a bizánciak sarcot fizetnek a bolgároknak, hogy Trákia megszerzett részei bolgár fennhatóság alatt maradnak, s melyben szabályozták a kereskedelmi szabályokat s a politikai foglyokkal való bánásmódot. Máshol azonban Theophanes a 716-os szerződés bolgár aláíróját Kormesiosként emlegeti, aki Tervel feltételezett utódja, Kormeszij lehetett. Lehet, hogy a krónikás csak azért tulajdonította a 718/719-es eseményeket Tervelnek, mert ez volt az utolsó olyan bolgár uralkodói név, mely neki ismerősen csengett, s forrásai nem adták meg a vezér nevét, mint ahogy ez elfordult Konstantinápoly ostrománál is. Egy másik elmélet szerint Tervel felhatalmazta Kermeszioszt, hogy írja alá a szerződést.
A legtöbb kutató abban egyetért, hogy a madarai lovas szobrát a bolgár-törökök főistene, Tengri emlékére Tervel uralkodása alatt építtették. Célja az volt, hogy emléket állítson a bizánciak felett aratott győzelemnek, édesapjának, Aszparuhnak, és a bolgár állam dicsőségének emléke legyen.

## Az arabokkal 717–718-ban vívott harcai és későbbi élete

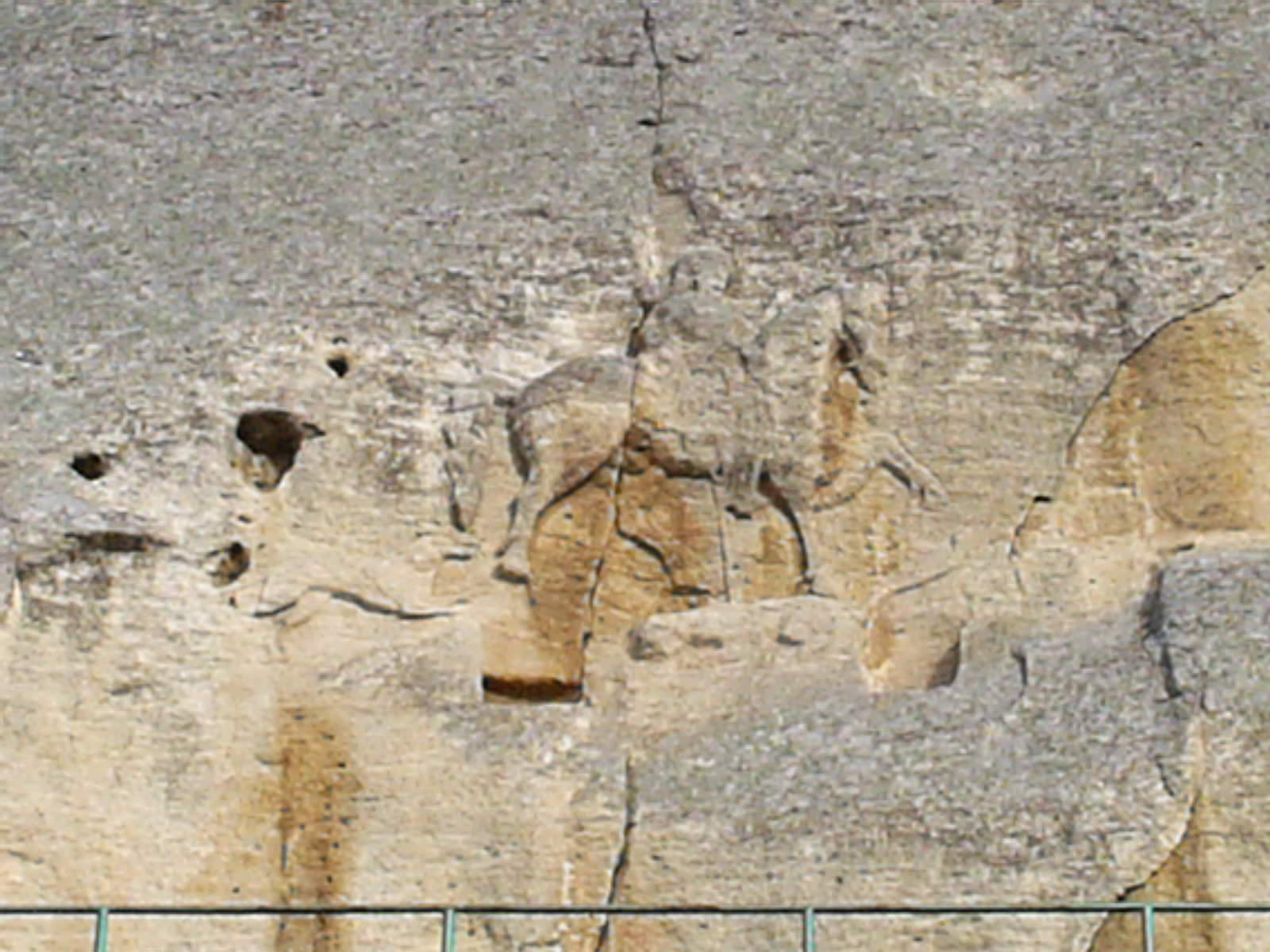
A madarai lovas.

717. május 25-én III. Izauri Leót Bizánc császárává koronázták. Annak az évnek a nyarán Muszlama vezetésével az arabok átkelek a Dardanellákon, s 200 000 férfival ostrom alá vették Konstantinápolyt. Arab források szerint flottája 2 500 hajóból állt.
III. Leó a 716-ban kötött szerződés értelmében Tervelhez fordult segítségért, amit a bolgár uralkodó meg is adott. Az arabok és a bolgárok elő összecsapása bolgár győzelemmel végződött csata elején a bolgárok a muzulmánok mögött megjelentek, és a sereg nagy részét megsemmisítették, nagy részét pedig tőrbe csalták. Az arabok két védősáncot hoztak létre táboruk körül, melyek egyike a bolgárok, a másik pedig a várfal felé nézett. A kemény tél és az 1000 napig tartó hóesés ellenére folytatták az ostromot. 718 nyarán egy döntő ütközetben az arabok legyőzték a bolgárokat, de akkora áldozatot szedett a csata, hogy abba kellett hagyni a város ostromát. Theophanes szerint a bolgárok 22 000 arabot öltek meg az ütközetben, míg Zigebertnél ugyanez a szám 30 000. A bolgárok 718-as és a frank király, Martell Károly tours-i győzelme megállította a muzulmánokat abban, hogy Európa belseje felé terjeszkedjenek. Tervel kánt kortársai Európa megmentőjének nevezték.
719-ben ismét beavatkozott a Bizánci Birodalom belügyeibe, mikor a trónfosztott II. Anasztasziosz császár Tervel segítségét kérte, hogy vissza tudja szerezni trónját. A bolgár kán 360 000 aranyérmét és egy hadsereget küldött segítségére. A bolgár seregek élén Anasztasziosz Konstantinápolyhoz érkezett, de a város lakossága nem segített neki. Ugyanekkor III. Leó egy levelet küldött Tervelnek, melyben felhívta az uralkodó figyelmet a békeszerződés betartására, és a háború helyett inkább a békés utat válassza. Mivel Anasztaszioszt támogatói elhagyták, a bolgár kán beleegyezett III. Leó kérésébe, és megszakította kapcsolatait a trónbitorlóval. Szintén elküldte Leónak azokat az összeesküvőket, ki úgy gondolták, Pliszkába menekülhetnek.

## Családja
Tervel felesége Anasztázia, II. Jusztinianosz és Eudoxia lánya lehetett.
A XVII. századi, megkérdőjelezhető hitelességű volgai bolgár Dzsagfar tarihi című iromány szerint Tarvil (talán Tervel) Atil'kese (talán Aszparkh) fia és örököse, valamint Ajjar elődje lehetett. (Ajjarról más forrás nem maradt fenn, talán az Imennik két hiányzó neve közül az első). A Dzsagfar tarihi Tarvilt a későbbi uralkodó Kermes (talán Kormeszij) elődjeként is megemlíti.

## Emléke
Az Antarktiszhoz tartozó Déli-Shetland-szigetek egyikén, a Livingston-szigeten áll a róla elnevezett Tervel-csúcs.

## Fordítás
- Ez a szócikk részben vagy egészben  a   Tervel of Bulgaria című angol Wikipédia-szócikk ezen változatának fordításán alapul.  Az eredeti cikk szerkesztőit annak laptörténete sorolja fel. Ez a jelzés csupán a megfogalmazás eredetét és a szerzői jogokat jelzi, nem szolgál a cikkben szereplő információk forrásmegjelöléseként.

## Külső hivatkozások
- Bulgária uralkodói – Tervel

| Előző uralkodó: Aszparuh | Bulgária kánja 701 – 718 | Következő uralkodó: Ajjar |